# Bunga Karang
Bunga Karang is een bestuurslaag in het regentschap Banyuasin van de provincie Zuid-Sumatra, Indonesië. Bunga Karang telt 2028 inwoners (volkstelling 2010).